# Талиса Сото
Мириам Талиса Сото (на английски: Miriam Talisa Soto) (родена на 27 март 1967 г.) е американска актриса и модел. Най-известна е с ролята си на Китана във филма „Смъртоносна битка“ от 1995 г.

## Личен живот
През 1997 г. Сото се омъжва за актьора Костас Мандилор. Двамата се развеждат през 2000 г. На 13 април 2002 г. се омъжва за актьора Бенджамин Брат в Сан Франциско. Те имат дъщеря на име София Росалинда и син на име Матео Брейвъри.

## Избрана филмография
- Упълномощен да убива (1989)
- Кралете на мамбото (1992)
- Смъртоносна битка (1995)
- Неразрушим шпионин (1996)
- Елизиум (2013)